# زورقک مرمرین
زورقک مرمرین (نام علمی: Cymbium marmoratum) نام یک گونه از سرده زورقک‌ها است.